# Noemi
Noemi (rođena kao Veronica Scopelliti; Rim,  25. siječnja 1982.),  talijanska pjevačica.

## Diskografija

### Albumi
| Godina | Album                            | Najviša pozicija | Najviša pozicija | Certifikacija | Prodaja  |
| Godina | Album                            | Italija          | Europa           | Certifikacija | Prodaja  |
| ------ | -------------------------------- | ---------------- | ---------------- | ------------- | -------- |
| 2009.  | Sulla mia pelle                  | 3                | 44               | 2× Platinasta | 140.000+ |
| 2010.  | Sulla mia pelle (Deluxe Edition) | 3                | 42               | 2× Platinasta | 140.000+ |
| 2011.  | RossoNoemi                       | 6                |                  | 2× Platinasta | 120.000+ |

### EP
| Godina | EP    | Najviša pozicija | Najviša pozicija | Certifikacija | Prodaja |
| Godina | EP    | Italija          | Europa           | Certifikacija | Prodaja |
| ------ | ----- | ---------------- | ---------------- | ------------- | ------- |
| 2009.  | Noemi | 8                | 97               | Zlatna        | 50.000+ |

### Singlovi
| Godina | Singlovi                           | Najviša pozicija | Najviša pozicija | Certifikacija | Prodaja |
| Godina | Singlovi                           | Italija          | Europa           | Certifikacija | Prodaja |
| ------ | ---------------------------------- | ---------------- | ---------------- | ------------- | ------- |
| 2009.  | Briciole                           | 2                | 51               | Zlatna        | 15.000+ |
| 2009.  | L'amore si odia s Fiorella Mannoia | 1                | 34               | 2x Platinasta | 60.000+ |
| 2010.  | Per tutta la vita                  | 1                | 42               | Platinasta    | 30.000+ |
| 2010.  | Vertigini                          | -                | -                |               |         |
| 2011.  | Vuoto a perdere                    | 6                | 47               | Platinasta    | 30.000+ |
| 2011.  | Odio tutti i cantanti              | -                | -                |               |         |
| 2011.  | Poi inventi il modo                |                  |                  |               |         |

### Video
- 2009. - Briciole (Redatelj Gaetano Morbioli)
- 2009. - L'amore si odia (s Fiorella Mannoia) (Redatelj Gaetano Morbioli)
- 2010. - Per tutta la vita (Redatelj Gaetano Morbioli)
- 2011. - Vuoto a perdere (Redatelj Fausto Brizzi)
- 2011. - Odio tutti i cantanti (Redatelj Noemi)
- 2011. - Poi inventi il modo (Redatelj Noemi)

### Suradnje
- 2009. - L'amore si odia s Fiorella Mannoia
- 2009. - Quanto ti voglio s Claudio Baglioni i Gianluca Grignani
- 2010. - Il mio canto libero s Amiche per l'Abruzzo
- 2010. - L'amore si odia (acustic version) s Fiorella Mannoia
- 2010. - Come si cambia s Neri per Caso
- 2011. - La promessa sa Stadijem

## Nagrade
- 2009. - Noemi: zlatna
- 2009. - Wind Music Awards: najbolji pjevačica
- 2009. - Briciole: zlatna
- 2010. - Per tutta la vita: platinasta
- 2010. - Wind Music Awards za L'amore si odia (s Fiorella Mannoia)
- 2010. - Wind Music Awards za Per tutta la vita
- 2010. - Wind Music Awards za Sulla mia pelle
- 2011. - Sulla mia pelle: 2x platinasta
- 2011. - RossoNoemi: 2x platinasta
- 2011. - Wind Music Awards za Sulla mia pelle
- 2011. - Wind Music Awards za RossoNoemi
- 2011. - Nastro d'argento za Vuoto a perdere
- 2011. - Vuoto a perdere: platinasta
- 2011. - Vuoto a perdere: Premio Lunezia
- 2011. - L'amore si odia (s Fiorella Mannoia): 2x platinasta

## Festival di Sanremo
- 2010. – 60° Festival di Sanremo s Per tutta la vita: finalista

## Turneje
- 2009. - Noemi tour:  Italija
- 2009./2010. - Sulla mia pelle tour I:  Italija
- 2010. - Sulla mia pelle tour II:  Italija,  Slovenija
- 2011. - RossoNoemi tour:  Italija

## Vanjske poveznice
- Noemiofficial.it